# Meganeflus fulvipennis
Meganeflus fulvipennis là một loài bọ cánh cứng trong họ Cerambycidae.